# Jean Morel (homme politique)
Pour les articles homonymes, voir Jean Morel et Morel.
Jean Morel de son vrai nom Jean-Baptiste Morel, né le 10 octobre 1854 à Nandax (Loire) et mort le 7 février 1927 à Montrouge (Hauts-de-Seine), est un homme politique français.

## Biographie
Jean Morel est issu d'un famille conservatrice et catholique de riches propriétaires. Il est orphelin de mère à cinq ans. Il est élève chez les frères maristes de Charlieu. Après avoir été commis de pharmacie il poursuit ses études à l'École supérieure de pharmacie de Paris. Après de brillantes études il est interne des hôpitaux de Paris. Alors qu'une carrière lui est offerte à Paris il préfère, en 1880, revenir à Charlieu pour tenir une officine. Son engagement républicain le conduit à animer la vie associative et à devenir conseiller municipal en 1881. Il se marie avec Clémentine Fallot, fille d'un autre républicain qui siège également au conseil municipal. Le 28 juillet 1889 il est élu conseiller d'arrondissement pour le canton de Charlieu et le 9 décembre 1894 conseiller général de la Loire. Il est élu maire en 1896 et sera réélu cinq fois.

## Mandats et fonctions

### Fonctions gouvernementales
- 3 novembre 1910 - 2 mars 1911 : Ministre des Colonies
- 21 janvier - 9 décembre 1913 : Ministre des Colonies

### Mandats parlementaires
- 8 mai 1898 - 31 mai 1902 : Député de la Loire
- 27 avril 1902 - 31 mai 1906 : Député de la Loire (réélu)
- 20 mai 1906 - 31 mai 1910 : Député de la Loire (réélu)
- 24 avril 1910 - 16 janvier 1912 : Député de la Loire (réélu)
- 7 janvier 1912 - 7 février 1927 : Sénateur de la Loire (réélu le 11 janvier 1920 et le 6 janvier 1924)

### Mandats locaux
- 17 mai 1896 - 9 décembre 1919 : Maire de Charlieu
- 9 décembre 1894 - 9 décembre 1919 : Conseiller général du canton de Charlieu
- 1917 - 1919 : Président du conseil général de la Loire

## Source
- « Jean Morel (homme politique) », dans le Dictionnaire des parlementaires français (1889-1940), sous la direction de Jean Jolly, PUF, 1960 [détail de l’édition]